# Cylindromyia pandulata
Cylindromyia pandulata là một loài ruồi trong họ Tachinidae.